# Tour de Catalogne 1954
Le Tour de Catalogne 1954 est la 34e édition du Tour de Catalogne, une course cycliste par étapes en Espagne. L’épreuve se déroule sur 11 étapes entre le 5 et le 12 septembre 1954, sur un total de 1 440 km. Le vainqueur final est l'Italien Walter Serena, devant les Espagnols Alberto Sant et Miguel Poblet. Serena construit sa victoire en remportant le contre-la-montre individuel de la huitième étape.

## Étapes
| Étape | Date         | Parcours                                      | km    | Vainqueur d’étape      | Leader du classement général |
| ----- | ------------ | --------------------------------------------- | ----- | ---------------------- | ---------------------------- |
| 1e    | 5 septembre  | Montjuïc - Montjuïc                           | 46,0  | José Serra Gil (ESP)   | José Serra Gil (ESP)         |
| 2e    | 5 septembre  | Barcelone - Manresa                           | 62,0  | Miguel Bover (ESP)     | Miguel Bover (ESP)           |
| 3e    | 6 septembre  | Manresa - Figueres                            | 274,0 | Alberto Sant (ESP)     | José Serra Gil (ESP)         |
| 4e    | 7 septembre  | Figueres - Puigcerdà                          | 193,0 | Mariano Corrales (ESP) | Alberto Sant (ESP)           |
| 5e    | 8 septembre  | Puigcerdà - Lleida                            | 194,0 | Juan Bibiloni (ESP)    | Alberto Sant (ESP)           |
| 6e    | 9 septembre  | Lleida - Tortosa                              | 188,0 | Miguel Poblet (ESP)    | Alberto Sant (ESP)           |
| 7e    | 10 septembre | Tortosa - Salou                               | 169,0 | Odino Baldarelli (ITA) | Alberto Sant (ESP)           |
| 8e    | 10 septembre | Salou - Reus (clm)                            | 40,0  | Walter Serena (ITA)    | Walter Serena (ITA)          |
| 9e    | 11 septembre | Reus - Sitges                                 | 112,0 | Miguel Poblet (ESP)    | Walter Serena (ITA)          |
| 10e   | 11 septembre | Aut. Terramar - Aut. Terramar (S.P. de Ribes) | 50,0  | Miguel Poblet (ESP)    | Walter Serena (ITA)          |
| 11e   | 12 septembre | Sitges - Barcelone                            | 120,0 | Miguel Poblet (ESP)    | Walter Serena (ITA)          |

### Étape 1. Barcelone - Barcelone. 46,0 km
|   | Cycliste         | Équipe              | Temps           |
| - | ---------------- | ------------------- | --------------- |
| 1 | José Serra Gil   | R.C.D. Espanyol-GAC | 1 h 10 min 54 s |
| 2 | José Segú        | R.C.D. Espanyol-GAC | + 5 s           |
| 3 | Salvador Botella | R.C.D. Espanyol-GAC | + 11 s          |

|   | Cycliste         | Équipe              | Temps           |
| - | ---------------- | ------------------- | --------------- |
| 1 | José Serra Gil   | R.C.D. Espanyol-GAC | 1 h 10 min 54 s |
| 2 | José Segú        | R.C.D. Espanyol-GAC | + 5 s           |
| 3 | Salvador Botella | R.C.D. Espanyol-GAC | + 11 s          |

### Étape 2. Barcelone - Manresa. 62,0 km
|   | Cycliste        | Équipe               | Temps           |
| - | --------------- | -------------------- | --------------- |
| 1 | Miguel Bover    | R.C.D. Espanyol-GAC  | 1 h 40 min 26 s |
| 2 | Gabriel Company | Peña Solera-Cacaolat | m.t.            |
| 3 | Antón Barrutia  | U.C. Terrassa        | m.t.            |

|   | Cycliste        | Équipe               | Temps           |
| - | --------------- | -------------------- | --------------- |
| 1 | Miguel Bover    | R.C.D. Espanyol-GAC  | 2 h 51 min 36 s |
| 2 | Gabriel Company | Peña Solera-Cacaolat | m.t.            |
| 3 | Antón Barrutia  | U.C. Terrassa        | m.t.            |

### Étape 3. Manresa - Figueres. 234,0 km
|   | Cycliste       | Équipe               | Temps           |
| - | -------------- | -------------------- | --------------- |
| 1 | Alberto Sant   | Peña Solera-Cacaolat | 7 h 45 min 46 s |
| 2 | Walter Serena  | Italie-Berkel        | m.t.            |
| 3 | José Serra Gil | R.C.D. Espanyol-GAC  | m.t.            |

|   | Cycliste       | Équipe               | Temps            |
| - | -------------- | -------------------- | ---------------- |
| 1 | José Serra Gil | R.C.D. Espanyol-GAC  | 10 h 37 min 59 s |
| 2 | Walter Serena  | Italie-Berkel        | + 11 s           |
| 3 | Alberto Sant   | Peña Solera-Cacaolat | + 13 s           |

### Étape 4. Figueres - Puigcerdà. 193,0 km
|   | Cycliste         | Équipe        | Temps           |
| - | ---------------- | ------------- | --------------- |
| 1 | Mariano Corrales |               | 5 h 28 min 43 s |
| 2 | Mauro Gianneschi | Italie-Berkel | + 19 s          |
| 3 | Joan Escolà      | PC Nicky's    | + 28 s          |

|   | Cycliste         | Équipe               | Temps            |
| - | ---------------- | -------------------- | ---------------- |
| 1 | Alberto Sant     | Peña Solera-Cacaolat | 16 h 09 min 54 s |
| 2 | Walter Serena    | Italie-Berkel        | + 1 min 06 s     |
| 3 | Mauro Gianneschi | Italie-Berkel        | + 4 min 57 s     |

### Étape 5. Puigcerdà - Lleida. 194,0 km
|   | Cycliste         | Équipe               | Temps           |
| - | ---------------- | -------------------- | --------------- |
| 1 | Juan Bibiloni    | Peña Solera-Cacaolat | 4 h 55 min 04 s |
| 2 | Jan Adriaenssens | Belgique-Noyet       | + 8 s           |
| 3 | José Segú        | R.C.D. Espanyol-GAC  | + 1 min 01 s    |

|   | Cycliste         | Équipe               | Temps            |
| - | ---------------- | -------------------- | ---------------- |
| 1 | Alberto Sant     | Peña Solera-Cacaolat | 21 h 07 min 05 s |
| 2 | Walter Serena    | Italie-Berkel        | + 1 min 06 s     |
| 3 | Mauro Gianneschi | Italie-Berkel        | + 4 min 57 s     |

### Étape 6. Lleida - Tortosa. 188,0 km
|   | Cycliste         | Équipe              | Temps           |
| - | ---------------- | ------------------- | --------------- |
| 1 | Miguel Poblet    | R.C.D. Espanyol-GAC | 5 h 08 min 35 s |
| 2 | Vicente Iturat   | R.C.D. Espanyol-GAC | m.t.            |
| 3 | Odino Baldarelli | Italie-Berkel       | m.t.            |

|   | Cycliste         | Équipe               | Temps            |
| - | ---------------- | -------------------- | ---------------- |
| 1 | Alberto Sant     | Peña Solera-Cacaolat | 26 h 15 min 40 s |
| 2 | Walter Serena    | Italie-Berkel        | + 1 min 06 s     |
| 3 | Salvador Botella | R.C.D. Espanyol-GAC  | + 6 min 46 s     |

### Étape 7. Tortosa - Salou. 169,0 km
|   | Cycliste         | Équipe               | Temps           |
| - | ---------------- | -------------------- | --------------- |
| 1 | Odino Baldarelli | Italie-Berkel        | 4 h 26 min 16 s |
| 2 | Francisco Alomar | Circulo Barcelonista | m.t.            |
| 3 | Juan Bibiloni    | Peña Solera-Cacaolat | m.t.            |

|   | Cycliste         | Équipe               | Temps            |
| - | ---------------- | -------------------- | ---------------- |
| 1 | Alberto Sant     | Peña Solera-Cacaolat | 30 h 48 min 34 s |
| 2 | Walter Serena    | Italie-Berkel        | + 1 min 06 s     |
| 3 | Salvador Botella | R.C.D. Espanyol-GAC  | + 6 min 46 s     |

### Étape 8. Salou - Reus. 40,0 km (clm)
|   | Cycliste      | Équipe              | Temps        |
| - | ------------- | ------------------- | ------------ |
| 1 | Walter Serena | Italie-Berkel       | 56 min 26 s  |
| 2 | Miguel Poblet | R.C.D. Espanyol-GAC | + 35 s       |
| 3 | Bernardo Ruiz | R.C.D. Espanyol-GAC | + 1 min 32 s |

|   | Cycliste         | Équipe               | Temps            |
| - | ---------------- | -------------------- | ---------------- |
| 1 | Walter Serena    | Italie-Berkel        | 31 h 46 min 06 s |
| 2 | Alberto Sant     | Peña Solera-Cacaolat | + 1 min 43 s     |
| 3 | Salvador Botella | R.C.D. Espanyol-GAC  | + 7 min 50 s     |

### Étape 9. Reus - Sitges. 112,0 km
|   | Cycliste       | Équipe              | Temps           |
| - | -------------- | ------------------- | --------------- |
| 1 | Miguel Poblet  | R.C.D. Espanyol-GAC | 2 h 59 min 42 s |
| 2 | Miguel Bover   | R.C.D. Espanyol-GAC | m.t.            |
| 3 | Vicente Iturat | R.C.D. Espanyol-GAC | m.t.            |

|   | Cycliste         | Équipe               | Temps            |
| - | ---------------- | -------------------- | ---------------- |
| 1 | Walter Serena    | Italie-Berkel        | 34 h 45 min 48 s |
| 2 | Alberto Sant     | Peña Solera-Cacaolat | + 1 min 43 s     |
| 3 | Salvador Botella | R.C.D. Espanyol-GAC  | + 7 min 50 s     |

### Étape 10. Autòdrom de Terramar. 50,0 km
|   | Cycliste          | Équipe               | Temps           |
| - | ----------------- | -------------------- | --------------- |
| 1 | Miguel Poblet     | R.C.D. Espanyol-GAC  | 1 h 11 min 02 s |
| 2 | Vicente Iturat    | R.C.D. Espanyol-GAC  | m.t.            |
| 3 | José Pérez Llácer | Circulo Barcelonista | m.t.            |

|   | Cycliste         | Équipe               | Temps            |
| - | ---------------- | -------------------- | ---------------- |
| 1 | Walter Serena    | Italie-Berkel        | 35 h 56 min 50 s |
| 2 | Alberto Sant     | Peña Solera-Cacaolat | + 1 min 43 s     |
| 3 | Salvador Botella | R.C.D. Espanyol-GAC  | + 7 min 50 s     |

### Étape 11. Sitges - Barcelone. 120,0 km
|   | Cycliste      | Équipe              | Temps           |
| - | ------------- | ------------------- | --------------- |
| 1 | Miguel Poblet | R.C.D. Espanyol-GAC | 3 h 15 min 02 s |
| 2 | José Segú     | R.C.D. Espanyol-GAC | m.t.            |
| 3 | Walter Serena | Italie-Berkel       | + 1 min 44 s    |

|   | Cycliste      | Équipe               | Temps            |
| - | ------------- | -------------------- | ---------------- |
| 1 | Walter Serena | Italie-Berkel        | 39 h 13 min 39 s |
| 2 | Alberto Sant  | Peña Solera-Cacaolat | + 1 min 40 s     |
| 3 | Miguel Poblet | R.C.D. Espanyol-GAC  | + 7 min 47 s     |

## Classement final
| Pos. | Cycliste               | Équipe               | Temps            |
| ---- | ---------------------- | -------------------- | ---------------- |
| 1    | Walter Serena (ITA)    | Italie-Berkel        | 39 h 13 min 39 s |
| 2    | Alberto Sant (ESP)     | Peña Solera-Cacaolat | + 1 min 40 s     |
| 3    | Miguel Poblet (ESP)    | R.C.D. Espanyol-GAC  | + 7 min 47 s     |
| 4    | Salvador Botella (ESP) | R.C.D. Espanyol-GAC  | + 7 min 47 s     |
| 5    | Gabriel Company (ESP)  | Peña Solera-Cacaolat | + 9 min 27 s     |
| 6    | José Serra Gil (ESP)   | R.C.D. Espanyol-GAC  | + 12 min 01 s    |
| 7    | Antonio Gelabert (ESP) | Peña Solera-Cacaolat | + 13 min 51 s    |
| 8    | Francisco Alomar (ESP) | Circulo Barcelonista | + 14 min 45 s    |
| 9    | Emilio Rodríguez (ESP) | Circulo Barcelonista | + 15 min 25 s    |
| 10   | Andrés Trobat (ESP)    | Peña Solera-Cacaolat | + 15 min 40 s    |

## Classements annexes
| Pos. | Cycliste               | Équipe              | Points |
| ---- | ---------------------- | ------------------- | ------ |
| 1    | José Segú (ESP)        | R.C.D. Espanyol-GAC | 23     |
| 2    | Mariano Corrales (ESP) |                     | 12     |
| 3    | José Serra Gil (ESP)   | R.C.D. Espanyol-GAC | 8      |
| 3    | Miguel Poblet (ESP)    | R.C.D. Espanyol-GAC | 8      |

| Pos. | Équipe               | Points |
| ---- | -------------------- | ------ |
| 1    | R.C.D. Espanyol-GAC  | 117,5  |
| 2    | Peña Solera-Cacaolat | 389    |
| 3    | Italie-Berkel        | 494,5  |